# واحد تالگایف
واحد تالگایف (روسی: Ваит Абдул-Хамидович Талгаев؛ زادهٔ ۱۱ مهٔ ۱۹۵۳) بازیکن فوتبال اهل اتحاد جماهیر شوروی سوسیالیستی است.
از باشگاه‌هایی که در آن بازی کرده‌است می‌توان به باشگاه فوتبال احمد گروزنی و باشگاه فوتبال غیرت اشاره کرد.